# Stadtbibliothek Ludwigsburg

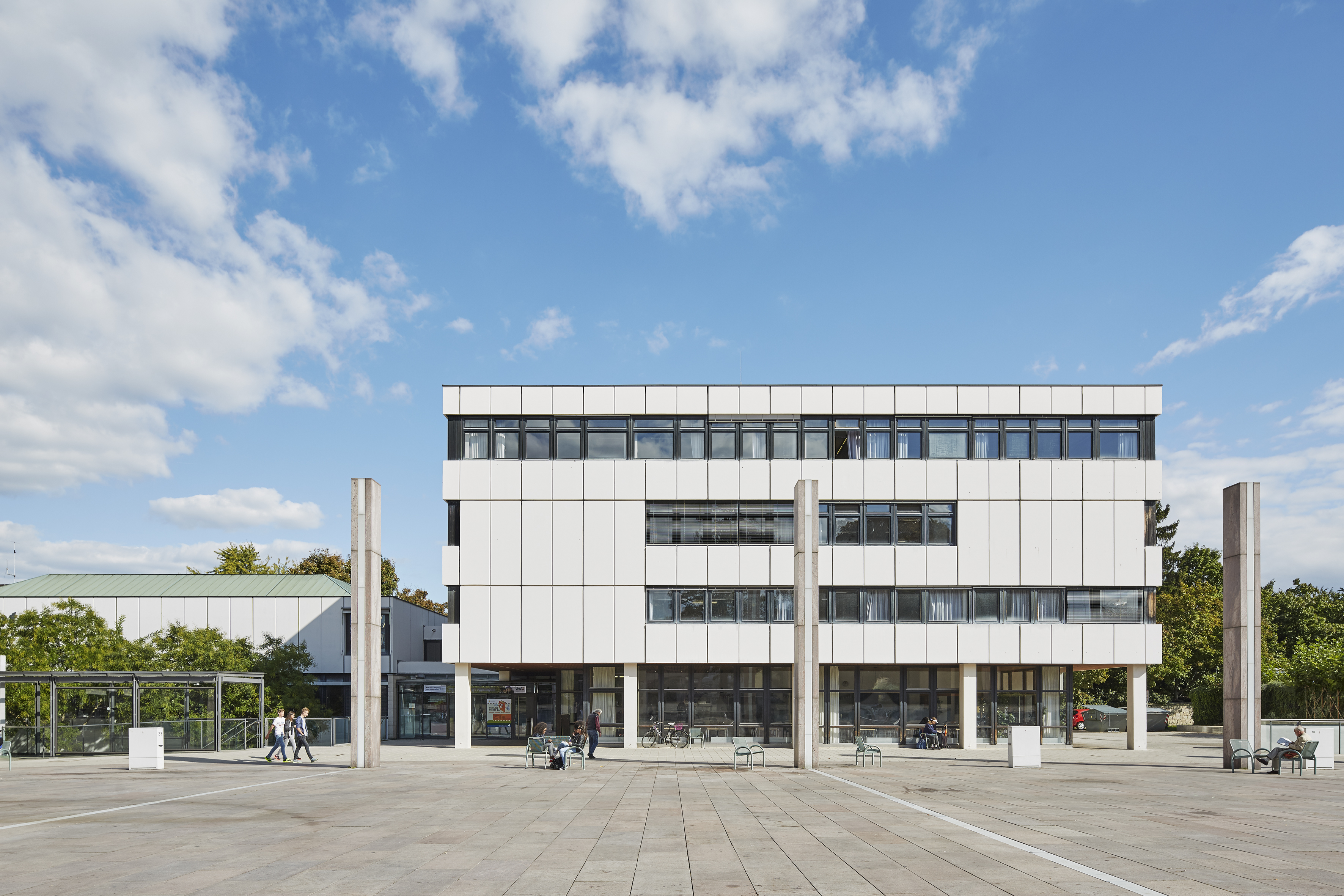
Kulturzentrum mit Stadtbibliothek

Die Stadtbibliothek Ludwigsburg ist die Stadtbibliothek von Ludwigsburg. 2021 war sie Bibliothek des Jahres in Baden-Württemberg. 

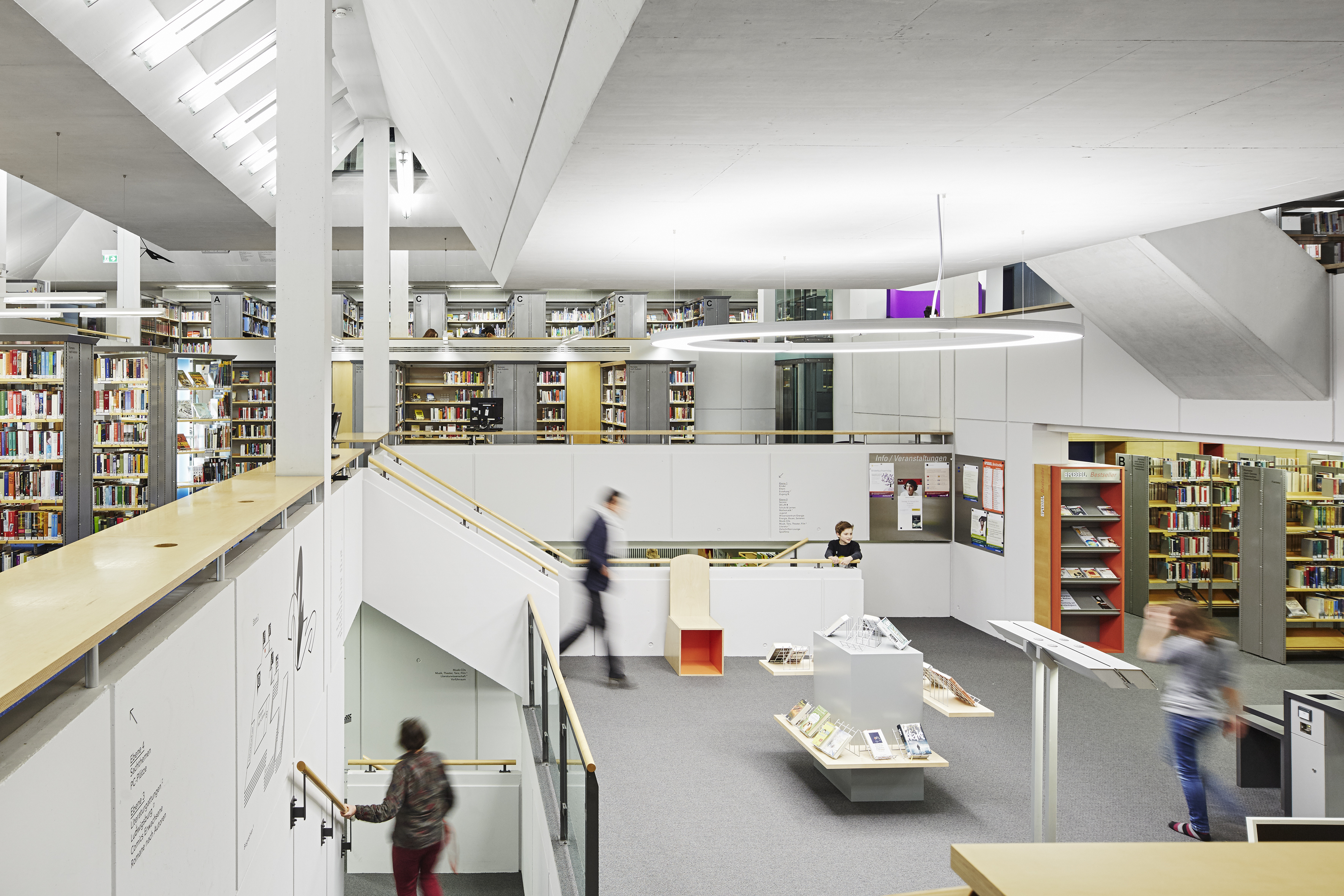
Sachthemen und Romane

## Geschichte
Die erste Ludwigsburger Bibliothek wurde 1765 von Herzog Carl Eugen gegründet. Nachdem die königliche Residenz in den Folgejahren mehrmals zwischen Ludwigsburg und Stuttgart wechselte, kam die Bibliothek nach nur elf Jahren als spätere Württembergische Landesbibliothek nach Stuttgart.
In den 20ern und 30ern des 19. Jahrhunderts entstanden weitere Bibliotheken. Dabei handelte es sich ausschließlich um Privatinitiativen wie beispielsweise die Bibliotheken der Museumsgesellschaft (seit 1823) und der Bürgergesellschaft (seit 1832). Diese Bibliotheken standen lediglich Mitgliedern zur Verfügung.
Anfang des 20. Jahrhunderts existierten in Ludwigsburg etwa 30 bis 40 Institutionen und Vereine mit eigenen kleinen Bibliotheken. Dazu kamen noch die ebenfalls kleinen Ortsbüchereien der eingemeindeten Teilorte Hoheneck und Oßweil. Die Pläne zur Errichtung einer öffentlichen Volksbibliothek wurden aufgrund der erheblichen Belastung der Stadt durch den hohen Kriegsbeitrag auf die Zeit nach dem Ende des Zweiten Weltkriegs verschoben. Tatsächlich fand der damalige Oberbürgermeister Dr. Frank nach dem Krieg den idealen Partner für den Aufbau einer Stadtbibliothek: Erwin Ackerknecht, der eine fast 40-jährige Berufserfahrung als Bibliotheksleiter in Stettin vorweisen konnte, bekam im Sommer 1945 eine Anstellung als Kulturreferent mit den Aufgaben Einrichtung einer Stadtbücherei und Volkshochschule, sowie Leitung des Heimatmuseums.

### Auf der Suche nach Büchern und Räumen
Die Suche nach Büchern und Räumen erwies sich als schwer. In einem Aufruf der Stadtbibliothek an die Bevölkerung bat er ihr „alle entbehrlichen Bücher, außer Schulbüchern anzubieten und gegen Entgelt oder kostenlos zu überlassen“. Als noch größeres Problem erwies sich die Raumsuche für die geplante Bibliothek. Als erste provisorische Lösung dienten die Räumlichkeiten einer 200 m² großen Wohnung in der Bahnhofstraße 35. Mit einem Anfangsbestand von ca. 2000 Bänden wurde die Bibliothek am 17. Juni 1946 erstmals zur allgemeinen Benutzung geöffnet. Am 31. März 1947 waren bereits 1317 Leser eingeschrieben und bis 1951 hatte sich der Buchbestand verfünffacht.

### Amerikanische Bibliothek setzt neue Maßstäbe

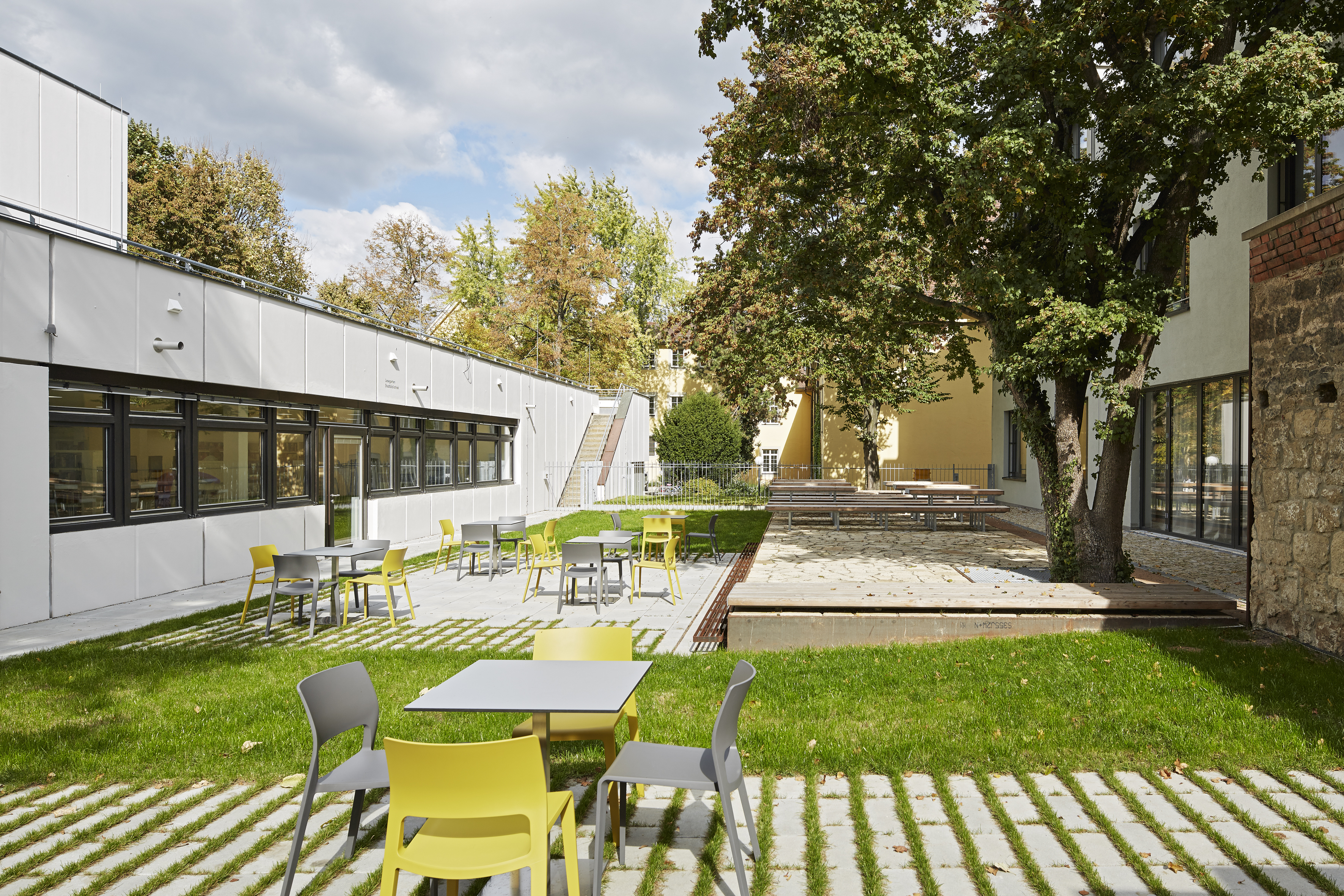
Der Lesegarten der Stadtbibliothek

Im Juni 1950 eröffnete in der Reinhardtskaserne das amerikanische Generalkonsulat eine amerikanische Bibliothek, die neue Maßstäbe setzte. Mit ihren großzügigen Räumen, gebührenfreie Freihandausleihe, ihrem Lesesaal und ihrer Kinder- und Jugendabteilung konnte die Stadtbücherei nicht mithalten. Da für Verbesserungen und Neuerungen kein Geld vorhanden war, gingen die Ausleihzahlen drastisch zurück. Erst als im Januar 1953 bekannt wurde, dass die Reinhardtskaserne Ende Februar geschlossen werden soll, ergab sich für die Stadtbibliothek eine einmalige Chance. Das amerikanische Generalkonsulat überließ der Stadt das Gebäude samt dem Inventar der amerikanischen Bibliothek.

### Neuanfang mit neuem Konzept
Am 6. Oktober 1953 übergab Ackerknecht seinem Nachfolger Karl-Heinz Schiller die neue Stadtbibliothek in der Reinhardtskaserne.
Neben den neuen Räumlichkeiten
- Hauptbücherei mit integrierter Jugendabteilung
- Kinderbücherei in einem eigenen Raum
- Lesesaal mit Zeitschriften und Nachschlagewerken
- EingangsbereichArbeits- und Verwaltungsräume

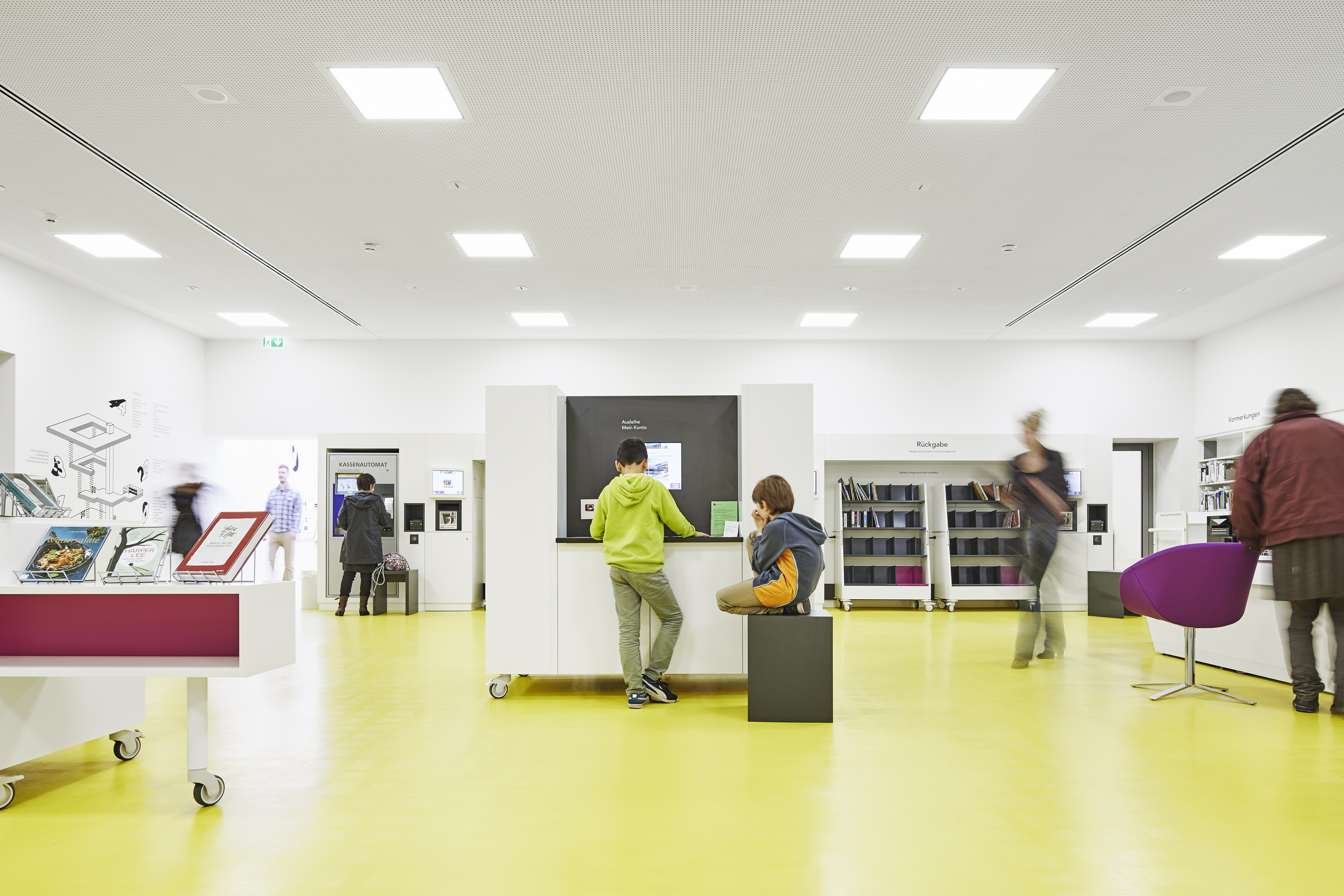
Eingangsbereich

verbesserte besonders die Freihandaufstellung die Nutzung der Bibliothek. Erstmals hatten die Nutzer freien Zugang zu Büchern und Medien ihrer Bibliothek. Innerhalb eines Jahres erhöhte sich die Anzahl der Neuanmeldungen um 341 %.

### Bücherbus und erste Zweigstelle
Im Frühjahr 1956 wurde darüber diskutiert, wie auch die Stadtteile mit Büchern versorgt werden könnten. Im April 1958 entschied sich der Gemeinderat für die Anschaffung eines Bücherbusses in Form eines Sattelschleppers. Im Dezember 1958 belieferte schließlich Deutschlands größter Bücherbus mit rund 3500 Büchern erstmals die Ludwigsburger Stadtteile mit Medien der Stadtbibliothek. Im Mai 1966 eröffnete die Stadtbibliothek mit Hilfe einer Spende der Firma Burr ihre erste Zweigstelle in der neugebauten Schlößlesfeld-Grundschule.

### Zweigstellen heute
Im November 1975 wurde im Schulzentrum West eine weitere Bibliothek als vorerst nicht öffentliche Zweigstelle eröffnet. Dies änderte sich 1994. Heute ist die Zweigstelle West mit ca. 27.000 Medien die größte Außenstelle der Stadtbibliothek. Mit einem aktuellen Medienbestand von ca. 19.000 Medien fährt der Bücherbus wöchentlich 12 Haltestellen im Stadtgebiet an. Die Zweigstelle Schlößlesfeld beherbergt ca. 16.000 Medien.

### Das heutige Kulturzentrum
Nach zehn Jahren platzte die Stadtbücherei auch in der Reinhardtskaserne aus allen Nähten. Anfang 1963 liefen daher Überlegungen, im Hof des Rathauses einen gemeinsamen Neubau für Stadtbücherei, Volkshochschule und Jugendhaus zu errichten. Am 26. Februar 1963 stimmte der Gemeinderat dem Raumprogramm zu und am 15. September 1969 wurde die Stadtbücherei im neuen Kulturzentrum eröffnet. In den siebziger und achtziger Jahren nahmen immer mehr Bürger die Angebote der Stadtbibliothek in Anspruch. Entsprach die Zahl der eingetragenen Leser 1970 noch 12 % der Einwohner, so stieg dieser Wert bis 1990 auf 21 %. In den neunziger Jahren setzte sich dieser Trend fort, so dass die Entleihungszahlen im Kulturzentrum von 1993 bis 2005 um 92 % stiegen. 2009 wurde die Ausleihverbuchung auf ein RFID-System umgestellt. Seit September 2015 ist die Publikumsfläche der Hauptstelle von rund 1.400 auf 2.000 Quadratmeter vergrößert, was die Attraktivität steigert und die Handlungsspielräume erweitert. Damit wurde auch dem enorm gewachsenen Bedürfnis Rechnung getragen, die Bibliothek als Lernort zu nutzen. Die baulich gegebene Kleinteiligkeit wurde kreativ genutzt, um verschiedenste atmosphärische Szenarien und Bereiche unterschiedlicher Lautstärke so anzuordnen, dass allen Anforderungen – von Lesesaalatmosphäre bis hin zu Workshop- und Gruppenarbeitsräumen – entsprochen werden kann.

## Bestand und Dienstleistungen

### Medienbestand
- Kinderabteilung80.000 Sach- und Fachbücher
- 30.000 Romane
- 50.000 Kinder- und Jugendbücher

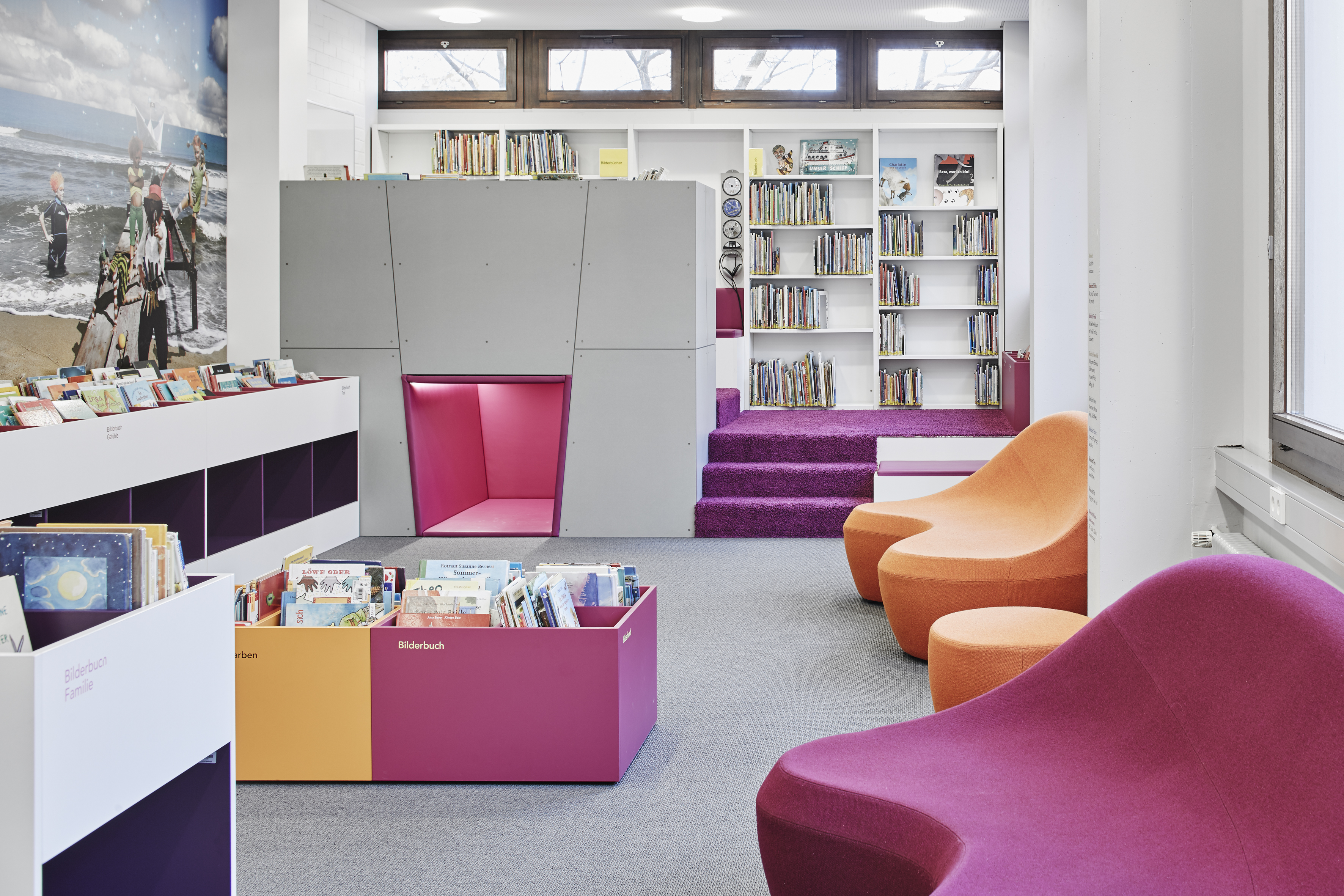
Kinderabteilung

- 30 regionale, nationale und internationale Zeitungen
- 250 Zeitschriften
- über 5000 CD-ROMs und Lernprogramme
- ca. 14.000 CDs und DVDs

### Kataloge und Digitale Bibliothek
- Online-Katalog – Recherche im gesamten Medienangebot der Stadtbibliothek, Vorbestellung entliehener Titel und Verlängerungen
- Öffentliche Internet-Plätze mit Office-Programmen und Drucker
- Digitale Bibliothek: Internationales Zeitschriften-Portal, Film- und Musikstreaming, Nachschlagewerke, Datenbanken und Lernprogramme sowie Onleihe-LB

### Onleihe-LB
Seit September 2008 betreiben mittlerweile 30 Bibliotheken im Landkreis Ludwigsburg eine gemeinsame Zweigstelle im Internet.
In der etwa 60.000 Medien umfassenden Onleihe-LB können Bücher, Hörbücher, Musik, Filme und Zeitschriften heruntergeladen werden.
Die Internetfiliale ist rund um die Uhr geöffnet. Die Ausleihe ist zeitlich begrenzt: Nach Ablauf der Frist können die mittels DRM geschützten Medien nicht mehr genutzt werden.
Gefördert wurde das Projekt am Anfang vom Landkreis Ludwigsburg und der Kulturstiftung der Kreissparkasse Ludwigsburg.

### Allgemeine Serviceleistungen
- Führungen für Erwachsene – regelmäßige öffentliche Führungen, auch Einführungen ins Internet und in den Online-Katalog
- Leihverkehr
- Leserwünsche
- Literaturlisten
- Veranstaltungen zu literarischen und aktuellen Themen für Erwachsene und Kinder
- Medienwerkstatt mit umfangreichen bibliotheks- und medienpädagogischen Workshops, Ferienprogrammen, Vorträgen zur digitalen Teilhabe

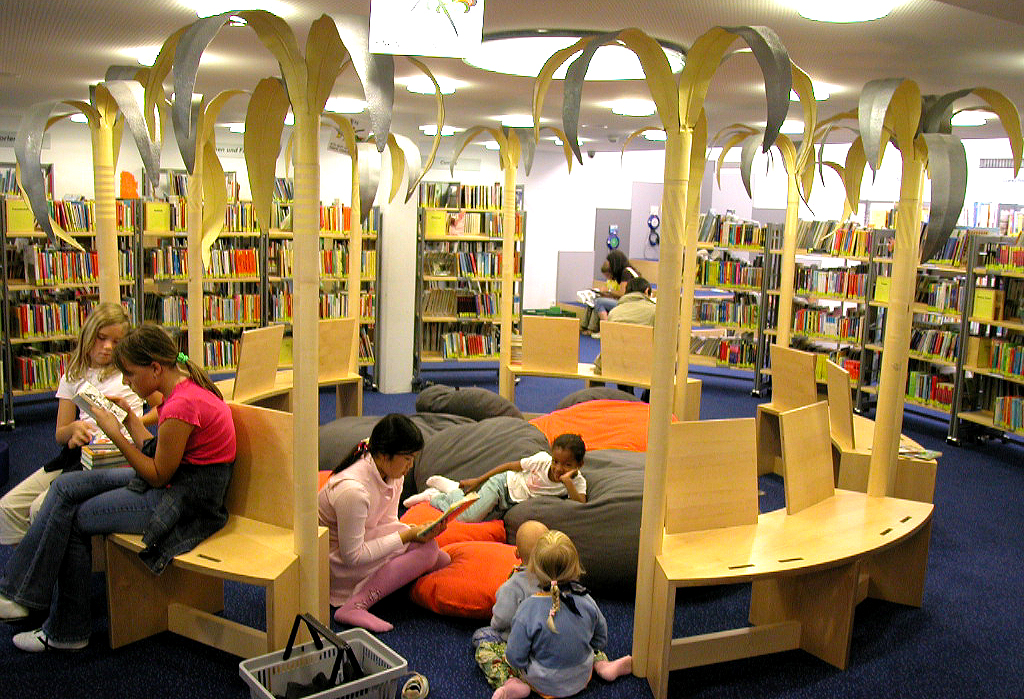
Die Kinderbücherei der Stadtbibliothek

### Dienstleistungen für Schulen und Kindergärten
- Führungen für alle Schularten und Klassenstufen
- Handapparate zu Unterrichtsthemen als Präsenzbestand nach Wunsch der Lehrkräfte
- Empfehlungslisten zu aktuellen Themen mit in der Stadtbibliothek verfügbaren Titeln
- Lernhilfen für alle Fächer, sowie umfangreiche Materialien zur Prüfungsvorbereitung für Haupt-, Realschulabschluss sowie Abitur
- Medienkoffer für Schulen und Kindergärten

### Leseförderung für Kinder und Jugendliche
- Antolin – die größte deutschsprachige Web-Plattform zur Leseförderung wird unterstützt, die im Antolin-Programm enthaltenen Kinder- und Jugendbücher von der Bibliothek beschafft
- Internationale Geschichteninsel – Muttersprachlerinnen lesen ehrenamtlich in der Kinderbücherei vor
- Storytime – spielerisches Englischlernen mit Bilderbüchern
- Bilderbuchsamstag – regelmäßiges, wöchentlich stattfindendes Vorleseangebot mit eigenem Personal
- Aktion Lesestart – Schulanfänger und deren Eltern erhalten eine Lesetüte mit einer Einladung in die Stadtbibliothek
- Vorlesen beflügelt – Organisation und Planung eines stadtweiten Vorlesenetzes für alle Kindergärten und Grundschulen mit ehrenamtlichen Vorlesepaten